# Spital Oberalting

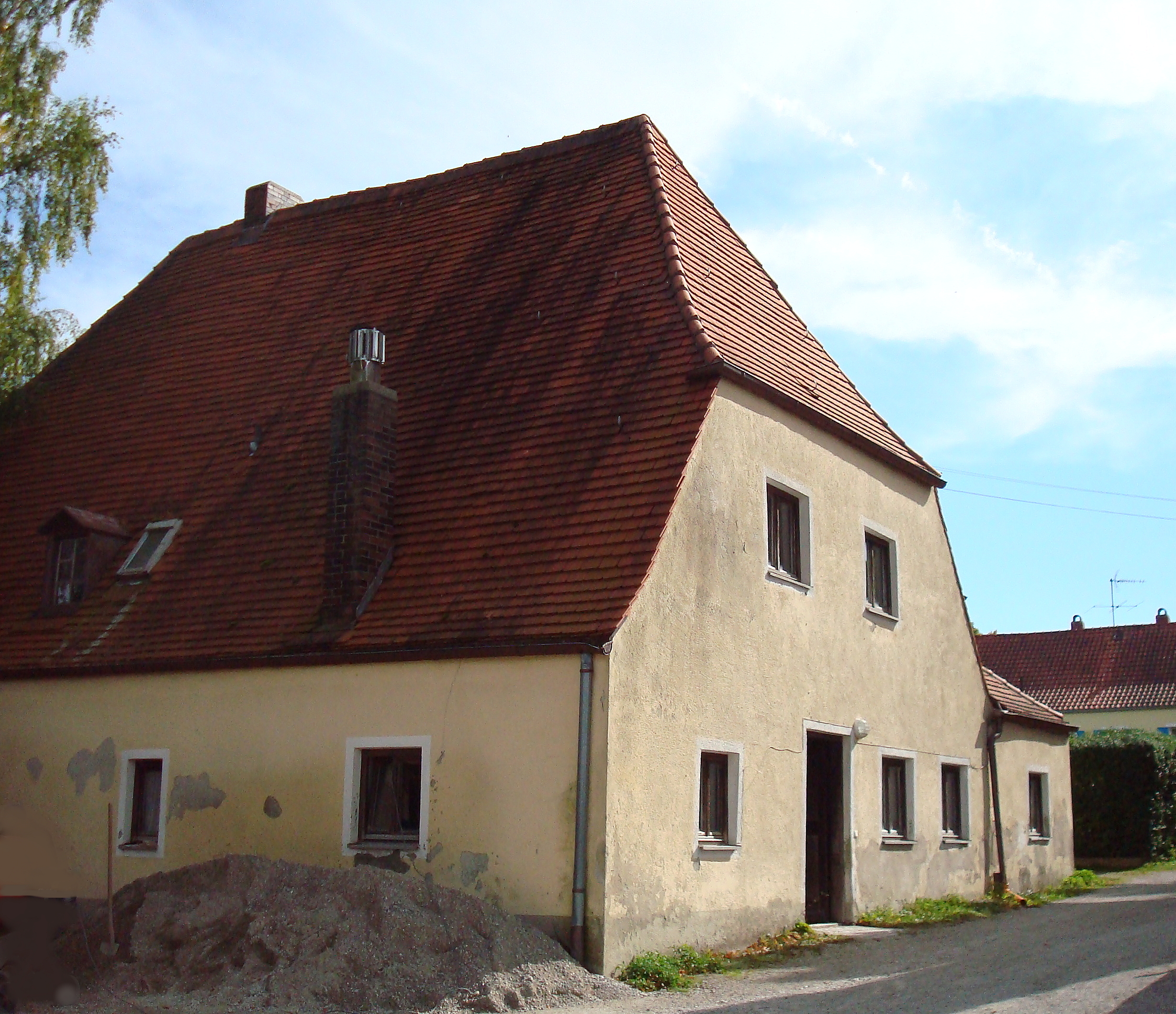
Spitalgebäude in Oberalting

Das Spital in Oberalting, einem Ortsteil der  Gemeinde Seefeld im oberbayerischen Landkreis Starnberg, wurde im Kern wohl im 15. Jahrhundert errichtet. Das Spitalgebäude am Marienplatz 9, im Ortskern von Oberalting neben der Pfarrkirche St. Peter und Paul gelegen, ist ein geschütztes Baudenkmal. 

## Geschichte
Das Spital wurde 1439 von Georg von Gundelfingen gegründet.  

## Beschreibung
Der erdgeschossige Teil mit hohem Halbwalmdach wurde um 1820/30 erneuert. Der zweigeschossige Südosttrakt mit Walmdach wurde um 1820/30 angebaut. Im Jahr 2010 stand das Gebäude zum Verkauf.